# Uvagut TV
Uvagut TV (en syllabaire inuktitut : ᐅᕙᒍᑦ TV, litt. « notre TV ») est une chaîne de télévision canadienne en langue inuktitut lancée le 18 janvier 2021. C'est la première chaîne de télévision du Canada dédiée exclusivement à l'inuktitut et seulement le deuxième service dédié aux communautés autochtones du pays après le Réseau de télévision des peuples autochtones (APTN),.
La chaîne est un projet de la division Nunavut Independent Television d'Isuma et diffusera 168 heures de programmes par semaine de diverses compagnies de production de films et de séries inuites incluant Isuma, l'Inuit Broadcasting Corporation (IBC), l'Inuvialuit Communications Society, Arnait Video Productions, Artcirq, Kingulliit et Taqqut.
La chaîne est d'abord distribuée pour les abonnés Arctic Cable au Nunavut et dans les Territoires du Nord-Ouest, ainsi que nationalement par Shaw Direct et en ligne.
Le CRTC a tenu une audience publique le 28 juin 2023 « visant à rendre obligatoire la distribution dans l'ensemble du Canada de leurs services facultatifs respectifs de langue inuktut actuellement exemptés, Uvagut TV et Inuit TV, au service numérique de base, ainsi qu'à obtenir des licences de radiodiffusion afin d’exploiter les services en tant que services autorisés. ».